# Achiel Buysse
Achiel Buysse (Lochristi, 20 december 1918 - Wetteren, 23 juli 1984) was een Belgisch wielrenner die driemaal de Ronde van Vlaanderen won en beroepsrenner was van 1938 tot 1950. Wat overwinningen in Vlaanderens Mooiste betreft is Buysse gedeeld recordhouder met Eric Leman, Fiorenzo Magni, Johan Museeuw, Tom Boonen, Fabian Cancellara en Mathieu van der Poel.

## Fietsende familie
Dochter Christine Buysse trouwde met Michel Vaarten, dochter Erna Buysse kreeg een zoon die prof werd (Pascal Elaut), dochter Clara Buysse een schoonzoon die het maakte bij de beroepsrenners (Luc Colyn).

## Belangrijkste overwinningen
1939
- Scheldeprijs

1940
- Ronde van Vlaanderen
- Omloop der Vlaamse Gewesten

1941
- Ronde van Vlaanderen

1943
- Ronde van Vlaanderen

1947
- Omloop der Vlaamse Gewesten

1948
- gp montreal
- Kuurne-Brussel-Kuurne
- Scheldeprijs
- Belgisch Kampioenschap

## Resultaten in voornaamste wedstrijden
| Jaar | Gent-Wevelgem | Ronde van Vlaanderen | Parijs-Roubaix | Luik-Bast.‑Luik | Parijs-Tours | Waalse Pijl | Omloop Het Volk |  | WK op de weg |
| ---- | ------------- | -------------------- | -------------- | --------------- | ------------ | ----------- | --------------- |  | ------------ |
| 1939 |               | 29e                  | 27e            |                 | 4e           |             |                 |  |              |
| 1940 |               | ↑                    |                |                 |              |             |                 |  |              |
| 1941 |               | ↑                    |                |                 |              |             |                 |  |              |
| 1942 |               | 14e                  |                |                 |              |             |                 |  |              |
| 1943 |               | ↑                    | 4e             | 22e             | ↑            | 28e         |                 |  |              |
| 1944 |               | 13e                  |                |                 |              |             |                 |  |              |
| 1946 | 6e            | 12e                  |                |                 |              |             |                 |  |              |
| 1947 | 6e            |                      |                | 44e             |              |             | Brons           |  |              |
| 1948 | 8e            | 25e                  |                | 25e             |              | 7e          |                 |  | opgave       |

## Hulde
Elk jaar kiezen de organisatoren van de Ronde van Vlaanderen een dorp, dat het predicaat Dorp van de Ronde krijgt. In 2009 was dit Wetteren, niet alleen omdat het van 1928 tot 1961 de aankomstplaats was. Maar ook om de eerste drievoudige winnaar en Wetteraar Achiel Buysse. Daarbij werd zijn weduwe mevr. Maria Buysse-Braeckman en familie in de hulde betrokken.